# NATO Integrated Air and Missile Defence System
Il NATO Integrated Air and Missile Defence System (NIAMDS), cioè Sistema di Difesa Aerea e Missilistica Integrata della NATO, ha il compito essenziale di difendere da qualsiasi minaccia d'attacco aereo e missilistico le forze armate, le popolazioni e i territori dei Paesi membri della NATO.
Il NIAMDS è utile sia per il controllo dell'intero spazio aereo della NATO sin dal tempo di pace, sia per eseguire le azioni necessarie ad annullare o a ridurre la minaccia aerea e missilistica durante una crisi o in tempo di guerra. Esso è composto da una serie di sensori, centri di comando e controllo e sistemi d'armamento nazionali e del sistema NATO, fra loro interconnessi e serve a scoprire, tracciare, identificare, monitorare e, se necessario, intercettare usando l'armamento appropriato (caccia intercettori, missili terra-aria, ecc), qualsiasi oggetto in volo, aeroplani, elicotteri, UAV e missili balistici che possa interessare lo spazio aereo NATO.
Per l'importanza della missione svolta, il NATO Integrated Air and Missile Defence System è posto alle dirette dipendenze del Supreme Allied Commander Europe.

## Aree funzionali
Il NATO Integrated Air and Missile Defence System è composto da quattro aree funzionali: sorveglianza, difesa aerea attiva, difesa aerea passiva e gestione del comando, controllo, comunicazioni e intelligence.

### Sorveglianza
Realizzare la continua sorveglianza dello spazio aereo NATO e dello spazio aereo soprastante le forze NATO proiettate e proteggere aree e assetti di valore tattico-strategico è un essenziale obiettivo da raggiungere se si vuole il controllo dell'aria. La sorveglianza consente il flusso continuo di informazioni dettagliate sulla situazione in tempo reale e ciò permette di facilitare il processo decisionale.

### Difesa Aerea Attiva
È composta da misure attive prese contro le forze attaccanti nemiche per distruggere o neutralizzare qualsiasi forma di minaccia aerea o missilistica o per ridurre la portata e gli effetti dell'attacco. Comprende due aree di missione: difesa dello spazio contro minacce aeree e difesa missilistica, inclusa la difesa da missili balistici.

### Difesa Aerea Passiva
È composta da tutte le misure che non rientrano nella difesa aerea attiva e serve a ridurre gli effetti di un'azione aerea ostile. Essa aumenta la sopravvivenza riducendo la probabilità di essere scoperti e tracciati, realizzando azioni che mitigano gli effetti potenziali di un attacco aereo o di un attacco con missili balistici. Eventuali misure aggiuntive di protezione civile collettiva sono prese in coordinamento con i governi dei Paesi membri.

### Gestione del comando, controllo, comunicazioni e intelligence delle azioni
Essa svolge l'essenziale opera di  raccolta, elaborazione e scambio di informazioni necessarie a coordinare e sincronizzare efficacemente le altre tre aree funzionali del sistema, permettendo così l'effettivo uso degli assetti assegnati, dove e quando necessario, consentendo il successo di qualsiasi operazione.
Tenendo conto del fatto che le operazioni militari combinano forze di differenti Paesi membri, la NATO ha sviluppato un nuovo e più robusto sistema di comando e controllo di tutte le operazioni aeree, chiamato Air Command and Control System (ACCS), cioè Sistema di Comando e Controllo Aereo, che facilita la pianificazione, la richiesta, l'esecuzione e il coordinamento di tutte le missioni di difesa aerea e missilistica integrata in tempo di pace, di crisi e di guerra. L'ACCS è in grado di supportare tutte le operazioni e missioni della NATO, sia statiche sia di proiezione in qualsiasi parte del mondo.

## Commissione per la difesa aerea e missilistica
È l'organo di consulenza politica e di coordinamento di tutti gli elementi della difesa integrata aerea e missilistica e di tutti gli aspetti riguardanti il potere aereo della NATO. Essa riferisce direttamente al Consiglio del Nord Atlantico, massimo organo politico decisionale dell'Alleanza.
Si occupa di effettuare la revisione, la consulenza e di fornire raccomandazioni su aspetti militari riguardanti la difesa aerea e missilistica al comitato militare della NATO, organo militare decisionale dell'Alleanza, composto dai capi di stato maggiore della difesa dei Paesi membri. Inoltre, fornisce delle valutazioni tecniche relative alla politica di difesa e alla difesa da missili balistici, utili alla conferenza dei direttori nazionali degli armamenti.
La commissione per la difesa aerea e missilistica mantiene un costante dialogo con i Paesi partner della NATO per promuovere la comprensione reciproca, la trasparenza e la fiducia in materia di difesa aerea degli interessi comuni. Questo programma di cooperazione include degli incontri e dei gruppi di lavoro tra gli esperti, visite ai siti di difesa aerea e un programma per lo scambio dei dati non secretati.

## Struttura
Il Nato Integrated Air and Missile Defence System è composto da due sottosistemi specialistici per area di competenza:
- NATO Air Command and Control System
- NATO Missile Defence System